# Адамув (гміна Вольбуж)
Адамув (пол. Adamów) — село в Польщі, у гміні Вольбуж Пйотрковського повіту Лодзинського воєводства.
Населення — 40 осіб (2011).
У 1975-1998 роках село належало до Пйотрковського воєводства.

## Демографія
Демографічна структура станом на 31 березня 2011 року:
|          | Загалом | Допрацездатний вік | Працездатний вік | Постпрацездатний вік |
| -------- | ------- | ------------------ | ---------------- | -------------------- |
| Чоловіки | 19      | 8                  | 9                | 2                    |
| Жінки    | 21      | 7                  | 11               | 3                    |
| Разом    | 40      | 15                 | 20               | 5                    |